# Дипломатически мисии на Сан Марино
Това е списък на посолствата и консулствата на Сан Марино по целия свят.

## Европа
- Австрия
  - Виена (посолство)
- Белгия
  - Брюксел (посолство)
- Ватикан
  - Ватикана (посолство)
- Великобритания
  - Лондон (посолство)
- Испания
  - Мадрид (посолство)
- Италия
  - Рим (посолство)
- Румъния
  - Букурещ (посолство)
- Сърбия
  - Белград (посолство)
- Франция
  - Париж (посолство)

## Южна Америка
- Аржентина
  - Буенос Айрес (посолство)
- Уругвай
  - Монтевидео (посолство)

## Африка
- Египет
  - Кайро (посолство)

## Азия
- Япония
  - Токио (посолство)

## Междудържавни организации
- - Брюксел – ЕС
  - Ню Йорк – ООН
  - Париж – ЮНЕСКО
  - Страсбург – Съвет на Европа